# Hugo von Trimberg

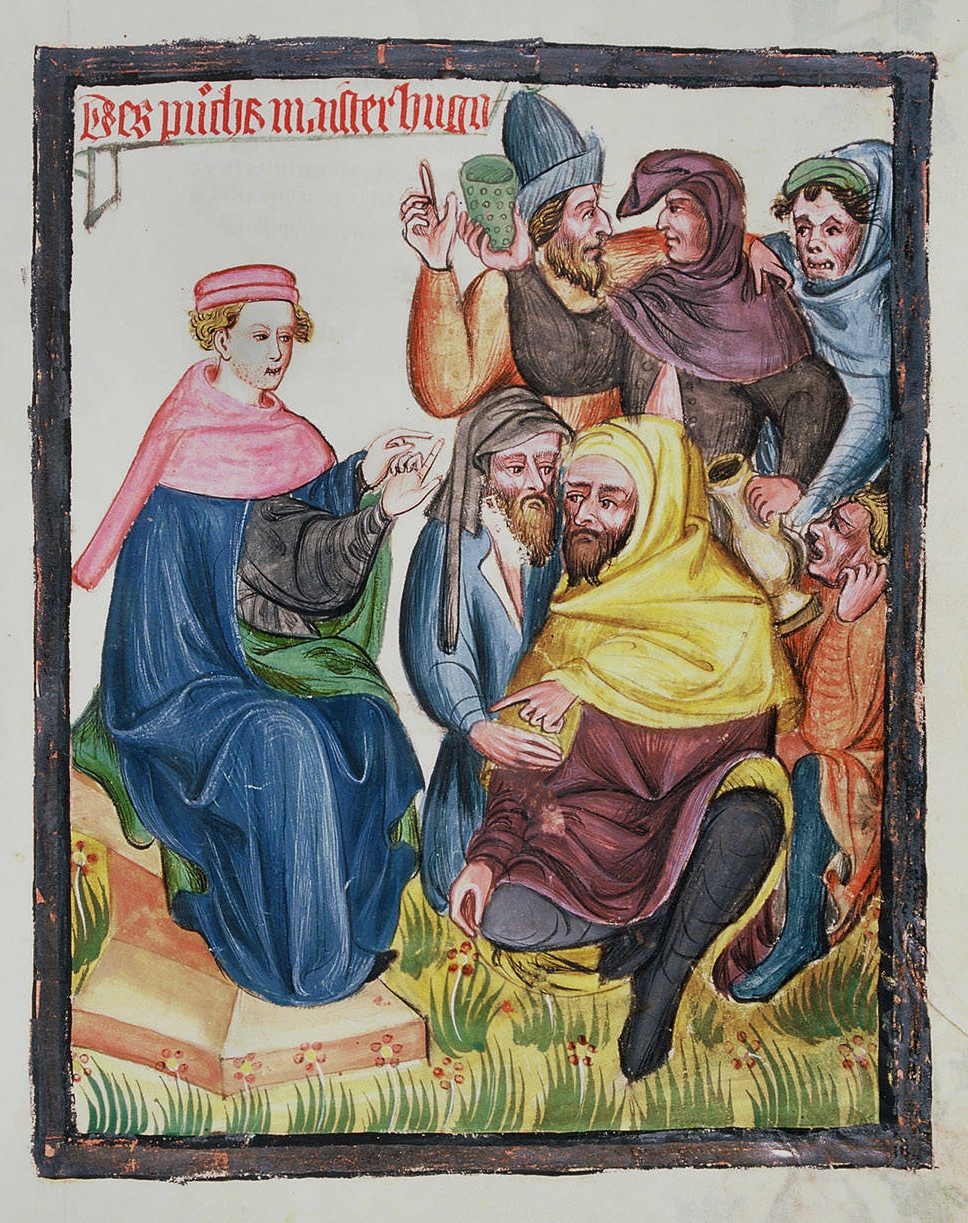
Autorenbild aus der Leidener Handschrift des „Renner“

Hugo von Trimberg (* um 1230 in Wern(a), heute Ober- und Niederwerrn; † nach 1313 in Bamberg-Theuerstadt) war ein universell gebildeter didaktischer Schriftsteller des späten Hochmittelalters. Trimberg wird oft als Vorläufer der späteren deutschen Literatur angesehen, die sich mit ähnlichen Themen der Moral und des Wissens auseinandersetzt. Er war von 1260 bis 1309 Rektor am geistlichen Stift St. Gangolf in der Bamberger Vorstadt Theuerstadt.
Hugo verfasste lateinische Schriften zum Gebrauch für Prediger, Heiligenbiografien und ein Verzeichnis alt- und mittellateinischer Autoren.
Sein Hauptwerk ist das zwischen 1296 und 1313 entstandene Epos Der Renner. Das 24.600 Verse umfassende Werk ist das umfangreichste Lehrgedicht in deutscher Sprache und in mehreren Handschriften überliefert und vielfach bearbeitet.
Eine gekürzte (Textfassung Bx3) und sprachlich modernisierte Version wurde 1549 von Cyriakus Jakob zum Bock in Frankfurt am Main gedruckt.

## Leben und Wirken
Hugo von Trimberg stammte vermutlich aus der Region um Trimberg, die heute Teil von Bayern ist. Über sein Leben ist wenig bekannt, doch es wird angenommen, dass er in einem klösterlichen Umfeld lebte, wo er Zugang zu Bildung und literarischen Ressourcen hatte. Sein Werk spiegelt die intellektuellen Strömungen seiner Zeit wider und zeigt eine tiefe Auseinandersetzung mit den Themen der Ethik und der Moral.

## Der Renner
„Der Renner“ ist ein Lehrgedicht, das in einer Mischung aus Prosa und Versen, welches 1296–1313 verfasst wurde. Es behandelt eine Vielzahl von Themen und ist in mehrere Abschnitte unterteilt, die verschiedene Wissensgebiete abdecken. Trimberg verwendet eine klare und didaktische Sprache, um seine Botschaften zu vermitteln. Besonders bemerkenswert ist seine Analyse der deutschen Sprache, in der er die Vielfalt der Dialekte und regionalen Unterschiede thematisiert. Er betont, dass jeder, der in deutscher Sprache dichten möchte, sich der unterschiedlichen sprachlichen Eigenheiten bewusst sein muss. Ein bekanntes Zitat aus seinem Werk lautet: „Swer tiutsche wil eben tihten, Der muoz sîn herze rihten Ûf manigerleie sprâche“, was die Notwendigkeit der Anpassung an verschiedene Dialekte unterstreicht.

## Werke
- Samener
- Laurea sanctorum
- Registrum multorum auctorum
- Solsequium
- Der Renner